# Dempo Barat
Dempo Barat is een bestuurslaag in het regentschap Pamekasan van de provincie Oost-Java, Indonesië. Dempo Barat telt 5591 inwoners (volkstelling 2010).